# Martin-Luther-Kirche (Leingarten)

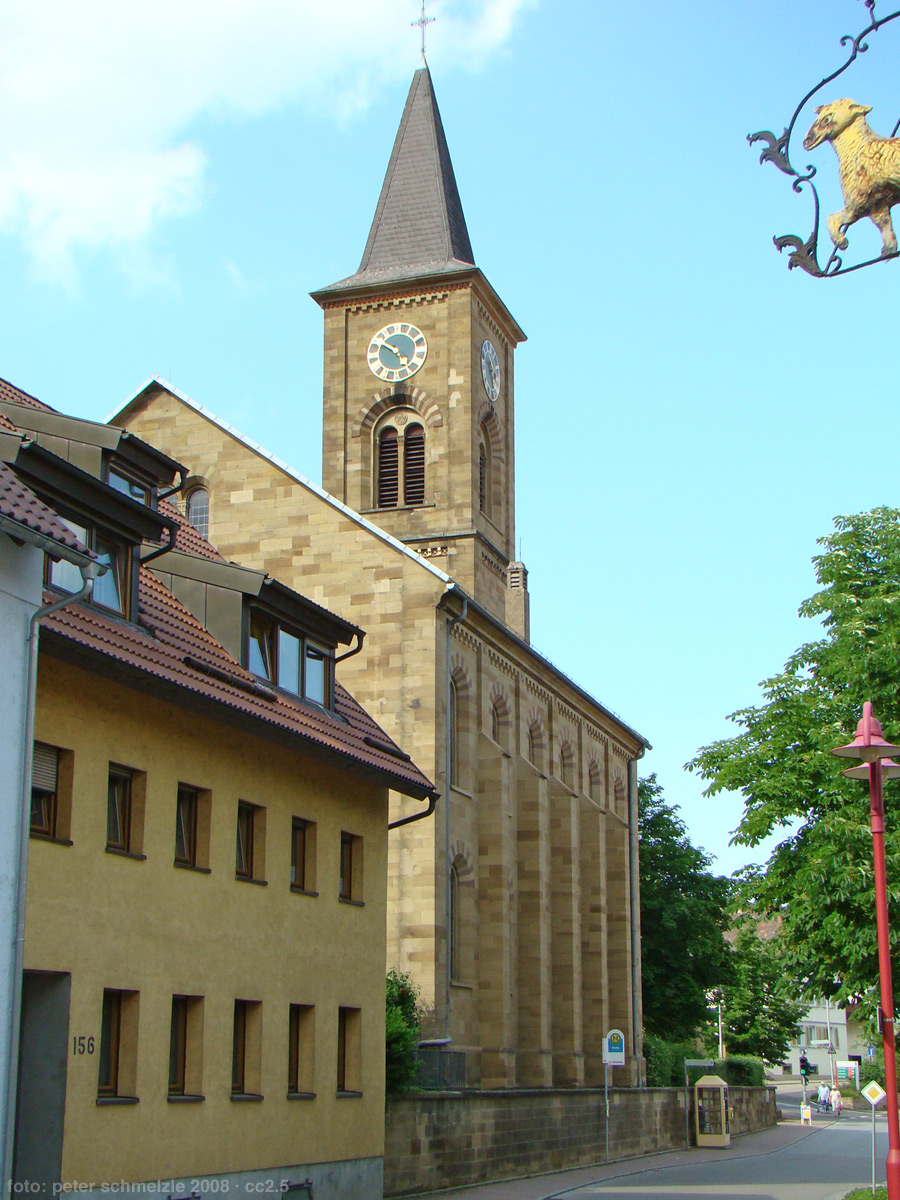
Martin-Luther-Kirche in Leingarten

Die Martin-Luther-Kirche in Schluchtern, einem Stadtteil von Leingarten im Landkreis Heilbronn, ist eine in der Mitte des 19. Jahrhunderts erbaute evangelische Pfarrkirche im Rundbogenstil.

## Geschichte
Mit der Einführung der lutherischen Reformation in der Kurpfalz 1556 wurden die Einwohner von Schluchtern evangelisch. Aber schon 1559, nachdem die Kurpfalz an die calvinistische Linie des Hauses gekommen war, gehörten die Schluchterner zur evangelisch-reformierten Kirche. Die Gottesdienste fanden in der Pankratiuskirche statt. Ab 1685 waren die Kurfürsten katholisch und forderten die im Land zugelassenen Bekenntnisse zur gegenseitigen Duldung auf, denn nach 1648 konnten die Landesherrn die Konfession ihrer Untertanen nicht mehr bestimmen. 1693 lebten nur noch 45 Reformierte im Dorf, aber 62 Lutheraner und wieder 12 Katholiken. Bis 1707 durften die drei Religionsgemeinschaften die Pankratiuskirche gemeinsam nutzen. 1744 lebten 65 Reformierte, 196 Lutheraner und 84 Katholiken in Schluchtern. Die evangelisch-lutherische Gemeinde baute im gleichen Jahr eine eigene Kirche. Ab 1821 besuchten Lutheraner und Reformierte als unierte evangelische Gemeinde gemeinsam diese Kirche. Als sich das Gotteshaus in den 1830er Jahren als zu klein erwies und auch in einem schlechten baulichen Zustand war, errichtete man an anderer Stelle ein Gebäude im Rundbogenstil – einer Weiterentwicklung des Klassizismus – die heutige Martin-Luther-Kirche. Anlässlich der Jubiläumsfeier zum 150-jährigen Bestehen der evangelischen Kirche in Schluchtern erhielt sie 1996 ihren Namen.

## Baugeschichte
1843 begann man mit den Bauarbeiten für das 15 × 21 m große Gebäude und 1846 konnte die protestantische Gemeinde die noch namenlose Kirche einweihen. In der Folgezeit wurde die Kirche mehrmals renoviert. Der 1926 mit warmen Farben ausgestaltete Innenraum mit einer Dekoration im Jugendstil erhielt bei der Innenrenovierung 1963 einen zeitlosen kühlen Anstrich. Der Holzaltar wurde durch einen Altar aus Stein ersetzt. Die Kombination Sakristei/Kanzel aus einer käfigartigen Holzkonstruktion wurde abgerissen. An der Stelle der Kanzel befand sich jetzt das aus der Pankratiuskirche stammende alte Kruzifix mit einem größeren Holzkreuz über dem Altar. Nach rechts versetzt saß die Kanzel weiterhin an der Westwand. Man öffnete die Brüstung der Emporen. Die Kirche erhielt 1963 erstmals einen Taufstein und ein Jahr später an der westlichen Außenwand eine Sakristei. 1972 wurde das Dach des Langhauses repariert und 1983 erfolgte eine Sanierung des Außenmauerwerks und der Fenster.
Die Innenrenovierung von 1991 war ebenfalls gravierend; sie hatte die Aufgabe, die Veränderungen von 1963 rückgängig zu machen. Die Kanzel erhielt ihren alten Platz über dem Altar, auf dem nun das restaurierte Kruzifix steht. Die Öffnungen in der Brüstung der Emporen wurden mit Kassetten geschlossen.

## Beschreibung
Der 37 m hohe Turm mit dem Eingangsportal steht im Osten. Er besitzt ein pyramidenförmiges Dach und ist durch Lisenen und Friese gegliedert. Der Altar mit dem restaurierten Kruzifix steht zentrisch vor der Westwand; vertikal geordnet, folgt dem Kreuz die Kanzel und darüber ein Radfenster. Ein in die Wand eingetiefter Rundbogen fasst die Gruppe optisch zusammen. Links und rechts des Altars führen Türen in die Sakristei. Die hohen Emporen an den Längsseiten des Schiffs stehen auf schlanken Säulen.